# Pełną parą
Pełną parą – polski serial obyczajowo-kryminalny w reżyserii Leszka Wosiewicza. Pierwszy odcinek wyemitowano 3 grudnia 2005 roku w TVP 2. Okres zdjęciowy trwał od 14 października do 10 listopada 2005 roku. Serial kręcono na terenie Sopotu oraz na pokładzie statku "Parasolnik".

## Opis fabuły
Serial opowiada o życiu zawodowym i prywatnym kapitana żeglugi wielkiej Henryka Niwińskiego oraz starszego oficera mechanika Zygmunta Marciniaka, którzy stracili pracę i otwierają własną firmę turystyczną, której atrakcją jest statek wycieczkowy.

## Obsada
- Krzysztof Wakuliński − Henryk Niwiński
- Artur Dziurman − Zygmunt Marciniak
- Joanna Górniak − Zosia Marciniak
- Grażyna Błęcka-Kolska − Malina Maliszewska
- Małgorzata Braunek − Bogusia Lamarti
- Krystyna Łubieńska − Pani Ludwika
- Paulina Kinaszewska − Agata
- Izuagbe Ugonoh − Bartek Lamarti
- Joanna Kupińska − Małgosia
- Adrianna Góralska − Dora
- Marcin Troński − Tadeusz Struś
- Aleksandra Nieśpielak − Krysia Struś
- Dariusz Siastacz − Wincenty Jastrząb
- Julia Kamińska − Agnieszka Niwińska
- Hubert Bronicki − Maciek
- Jakub Drewa − Jacek
- Christian Kamiński − Radek Marciniak
- Piotr Stawowy − Jaś Marciniak
- Piotr Michalski − inspektor
- Cezary Rybiński − Parasolnik
- Izabela Gulbierz − inspektor Sanepidu
- Krzysztof Gordon − armator
- Jacek Karnowski − on sam